# متوکسی فلوران
متوکسی‌فلوران (به انگلیسی: Methoxyflurane) دارویی است که برای اکثر موارد لازم برای بیهوشی و درد استفاده می‌شود.

## ملاحظات
مصرف این دارو در اشخاصی که بعد از مصرف داروهای هالوژنه ایکتریاتبهای غیرقابل توجیه ناشی از نکروز کبد پیدا کرده‌اند ممنوع است، همچنین در ماه نباید بیش از یک بار مصرف شود. برای زایمان با غلظت ۰٫۳ مصرف شود.